# Dario Del Fabro
Dario Del Fabro (Alghero, 24 marzo 1995) è un calciatore italiano, difensore dell'Arezzo.

## Biografia
Nato ad Alghero, è in possesso anche della cittadinanza polacca.
Nel giugno 2023, ha conseguito la Laurea Magistrale in Sport Management.

## Caratteristiche tecniche
Difensore centrale di piede destro, è dotato di grande fisicità, grazie alla sua abilità nel colpo di testa predilige il gioco aereo. Nonostante la sua struttura imponente va spesso alla ricerca del corpo a corpo e dell’anticipo grazie alla sua capacità di lettura nei primi passi. Diligente tatticamente non disdegna nel giocare la palla, usufruendo di giocate semplici e poco rischiose. Dispone anche di una buona visione di gioco.

## Carriera

### Club

#### Gli inizi, Cagliari e vari prestiti
Dario Del Fabro cresce nel settore giovanile del Cagliari, dopo essere stato notato da Gianfranco Matteoli quando muoveva i suoi primi passi nella Torres 2000. Nella stagione 2012-2013 entra a far parte della prima squadra, con la quale debutta ufficialmente il 5 dicembre 2012 in Coppa Italia contro il Pescara allo stadio Is Arenas, giocando l'intera gara, terminata 4-2 per gli isolani. Il 21 dicembre esordisce in Serie A a 17 anni, in occasione dell'incontro casalingo disputato in campo neutro al Tardini di Parma contro la Juventus, subentrando al 67º minuto al posto di Marco Sau. Chiude la sua prima stagione in rossoblù totalizzando 3 presenze in Serie A e 2 in Coppa Italia.
Il 3 agosto 2014 il Cagliari ufficializza attraverso il proprio sito ufficiale il passaggio del giocatore al club di Serie B del Pescara con la formula del prestito. Debutta il 17 agosto nel secondo turno di Coppa Italia contro il Renate, giocando l'intera gara.
Il 31 agosto seguente, nella stessa sessione di mercato, viene ufficializzato il suo trasferimento in prestito al Leeds United, militante nella seconda divisione del campionato inglese. Con il Leeds gioca in tutto una sola partita in FA Cup contro il Sunderland e al termine della stagione rientra al Cagliari, nel frattempo retrocesso in Serie B.
Il 20 settembre 2015, a campionato in corso, viene ceduto in prestito all'Ascoli. Il 23 novembre 2015 debutta nel campionato cadetto e con i bianconeri in occasione della partita Cagliari-Ascoli (3-0), rilevando Michele Canini al 5º minuto di gara. Chiude la stagione con un totale di 10 presenze.
L'11 luglio 2016 il Cagliari lo cede in prestito al Pisa, neopromosso in Serie B guidato da Gennaro Gattuso come allenatore. Con i toscani raccoglie 33 presenze in campionato e 2 in Coppa Italia. Sfortunatamente nonostante una grande stagione, vede i neroazzurri retrocedere immediatamente in Serie C a causa di numerosi problemi societari che fecero arrivare diversi punti di penalizzazione alla formazione Pisana.

#### Juventus e vari prestiti
Il 28 luglio 2017 dopo una notevole stagione con la maglia nerazzurra viene acquistato dalla Juventus per una cifra di 4,5 milioni dal Cagliari detentore del suo cartellino, e il successivo 4 agosto si trasferisce in prestito al Novara dove raccoglie 19 presenze con la società Piemontese. Il 31 luglio 2018 passa in prestito secco alla Cremonese dove realizza il suo primo goal tra i professionisti in occasione del match in trasferta allo stadio Penzo contro il Venezia. Conclude la stagione con 3 presenze stagionali sfiorando il raggiungimento dei play-off.
Il 29 agosto 2019 passa ufficialmente in prestito al Kilmarnock, club della Scottish Premiership guidato dall'allenatore italiano Angelo Alessio, storico assistente di Antonio Conte. In questa stagione Del Fabro riesce ad imporsi sotto la guida dell'allenatore italiano, diventando punto di riferimento per la difesa del club scozzese. Segna anche un goal durante la trasferta ad Edimburgo contro Hibernian, realizzando il goal del 2-2 all'ultimo secondo prima della fine dell'incontro. Chiude l'ottima stagione con 22 presenze in campionato e 2 in coppa di Scozia prima della anticipata fine del campionato a causa della pandemia Coronavirus.
In autunno, nella stagione 2020-2021 viene mandato in prestito in Olanda all'ADO Den Haag debuttando da titolare il 1º novembre nella sconfitta con il PSV (4-0) in Eredivise. In questa stagione il difensore centrale sardo realizza 19 presenze in campionato e 2 di coppa prima di infortunarsi nel finale di stagione, non riuscendo ad aiutare i compagni di squadra alla permanenza nel massimo campionato olandese.
L'anno successivo si sposta nel campionato belga al Seraing.
Il club della Vallonia, neo promosso in Jupiler Pro League allenato dall’allenatore spagnolo Jordi Condom, proveniente dalle giovanili del Barcellona, mette in risalto le qualità di Del Fabro posizionandolo pilastro centrale della difesa a 3. Prima della pausa centrale il difensore mette a referto 14 presenze con 1 goal segnato ai campioni belga del Club Brugge, superando così Simon Mignolet, storico portiere della nazionale del Belgio.
Il 31 gennaio 2022 durante il mercato invernale, viene acquistato temporaneamente per due stagioni (sempre a titolo temporaneo) dal Cittadella, in Serie B. Il prestito viene poi rinnovato anche per la stagione seguente.

#### Yverdon
Il 16 luglio 2023, Del Fabro si accasa da svincolato all'Yverdon, club svizzero neopromosso in massima divisione, con cui firma un contratto triennale. Termina la stagione 2023-2024 raggiungendo una storica salvezza per il club del Canton Francese, arrivando davanti ai blasonati e rivali del Lausanne. Colleziona 32 presenze complessive.

#### Arezzo e prestito al Catania
Il 12 luglio 2024, torna in Italia, venendo ingaggiato a titolo definitivo dall'Arezzo, in Serie C, con cui firma un accordo biennale. Con i toscani rimane sei mesi, durante i quali raccoglie 14 presenze complessive.
Il 22 gennaio 2025 viene ceduto in prestito con diritto di riscatto al Catania.

### Nazionale
Ha militato nelle nazionali giovanili dall'Under-15 all'Under-19. È stato capitano della nazionale Under-18 e Under-19 di calcio dell'Italia. Il difensore centrale sardo ha disputato gli europei Under 17 in Francia e Under 19 in Bulgaria sotto la guida tecnica di Vanoli prima e Pane dopo. Nelle Nazionali Giovanili Del Fabro realizza due reti, contro la Bielorussia nel torneo di Kiev e contro la Svizzera in amichevole. Ha fatto parte anche della nazionale B Italia, dove ha segnato il suo primo goal in occasione del match a San Pietroburgo contro la selezione Russa, vincendo la partita con il risultato di 2-3 per gli azzurrini guidati dal CT Massimo Piscedda.

## Statistiche

### Presenze e reti nei club
Statistiche aggiornate al 13 maggio 2025.
| Stagione          | Squadra           | Campionato        | Campionato | Campionato | Coppe nazionali | Coppe nazionali | Coppe nazionali | Coppe continentali | Coppe continentali | Coppe continentali | altre coppe | altre coppe | altre coppe | Totale | Totale |
| Stagione          | Squadra           | Comp              | Pres       | Reti       | Comp            | Pres            | Reti            | Comp               | Pres               | Reti               | Comp        | Pres        | Reti        | Pres   | Reti   |
| ----------------- | ----------------- | ----------------- | ---------- | ---------- | --------------- | --------------- | --------------- | ------------------ | ------------------ | ------------------ | ----------- | ----------- | ----------- | ------ | ------ |
| 2012-2013         | Cagliari          | A                 | 3          | 0          | CI              | 2               | 0               | -                  | -                  | -                  | -           | -           | -           | 5      | 0      |
| 2013-2014         | Cagliari          | A                 | 3          | 0          | CI              | 0               | 0               | -                  | -                  | -                  | -           | -           | -           | 3      | 0      |
| Totale Cagliari   | Totale Cagliari   | Totale Cagliari   | 6          | 0          |                 | 2               | 0               |                    | -                  | -                  |             | -           | -           | 8      | 0      |
| lug.-ago. 2014    | Pescara           | B                 | 0          | 0          | CI              | 1               | 0               | -                  | -                  | -                  | -           | -           | -           | 1      | 0      |
| ago. 2014-2015    | Leeds United      | FLC               | 0          | 0          | FACup+CdL       | 1+0             | 0               | -                  | -                  | -                  | -           | -           | -           | 1      | 0      |
| 2015-2016         | Ascoli            | B                 | 10         | 0          | CI              | 0               | 0               | -                  | -                  | -                  | -           | -           | -           | 10     | 0      |
| 2016-2017         | Pisa              | B                 | 33         | 0          | CI              | 2               | 0               | -                  | -                  | -                  | -           | -           | -           | 35     | 0      |
| 2017-2018         | Novara            | B                 | 19         | 0          | CI              | 0               | 0               | -                  | -                  | -                  | -           | -           | -           | 19     | 0      |
| 2018-2019         | Cremonese         | B                 | 3          | 1          | CI              | 0               | 0               | -                  | -                  | -                  | -           | -           | -           | 3      | 1      |
| lug.-ago. 2019    | Juventus U23      | C                 | 1          | 0          | CI-C            | 2               | 0               | -                  | -                  | -                  | -           | -           | -           | 3      | 0      |
| ago. 2019-2020    | Kilmarnock        | PL                | 22         | 1          | CS+CdL          | 1+1             | 0               | UEL                | -                  | -                  | -           | -           | -           | 24     | 1      |
| set. 2020-2021    | ADO Den Haag      | ED                | 19         | 0          | CO              | 2               | 0               | -                  | -                  | -                  | -           | -           | -           | 21     | 0      |
| 2021-2022         | Seraing           | PL                | 14         | 1          | CB              | 3               | 0               | -                  | -                  | -                  | -           | -           | -           | 17     | 1      |
| gen.-giu. 2022    | Cittadella        | B                 | 14         | 0          | CI              | 0               | 0               | -                  | -                  | -                  | -           | -           | -           | 14     | 0      |
| 2022-2023         | Cittadella        | B                 | 10         | 0          | CI              | 1               | 0               |                    | -                  | -                  |             | -           | -           | 11     | 0      |
| Totale Cittadella | Totale Cittadella | Totale Cittadella | 24         | 0          |                 | 1               | 0               |                    | -                  | -                  |             | -           | -           | 25     | 0      |
| 2023-2024         | Yverdon           | SL                | 31         | 0          | CS              | 1               | 0               | -                  | -                  | -                  | -           | -           | -           | 32     | 0      |
| 2024-gen. 2025    | Arezzo            | C                 | 11         | 0          | CI-C            | 3               | 0               | -                  | -                  | -                  | -           | -           | -           | 14     | 0      |
| gen.-giu. 2025    | Catania           | C                 | 7          | 0          | CI+CI-C         | -               | -               | -                  | -                  | -                  | -           | -           | -           | 7      | 0      |
| Totale carriera   | Totale carriera   | Totale carriera   | 189        | 3          |                 | 20              | 0               |                    | -                  | -                  |             | -           | -           | 209    | 3      |